# Wereldkampioenschappen roeien onder 23
De Wereldkampioenschappen roeien onder 23 is een internationale roeiwedstrijd, jaarlijks georganiseerd door de FISA voor roeiers onder de 23 jaar.

## Edities
Van 1976 tot 2018 vonden alle edities in Europa plaats. In 2019 is de titelstrijd voor de eerste vergeven aan een niet-Europees land.
| Jaar                                           | Plaats                                 | Locatie                                |
| Wereldkampioenschappen roeien onder 23         | Wereldkampioenschappen roeien onder 23 | Wereldkampioenschappen roeien onder 23 |
| ---------------------------------------------- | -------------------------------------- | -------------------------------------- |
| 2024                                           | St. Catharines                         | Royal Canadian Henley Rowing Course    |
| 2023                                           | Plovdiv                                | Roeikanaal Plovdiv                     |
| 2022                                           | Varese                                 | Meer van Varese                        |
| 2021                                           | Račice                                 | Roeikanaal Račice                      |
| 2020                                           | Bled (afgelast)                        | Meer van Bled                          |
| 2019                                           | Sarasota                               | Nathan Benderson Park                  |
| 2018                                           | Poznań                                 | Maltameer                              |
| 2017                                           | Plovdiv                                | Roeikanaal Plovdiv                     |
| 2016                                           | Rotterdam                              | Willem-Alexanderbaan                   |
| 2015                                           | Plovdiv                                | Roeikanaal Plovdiv                     |
| 2014                                           | Varese                                 | Meer van Varese                        |
| 2013                                           | Ottensheim                             | Zijrivier Donau                        |
| 2012                                           | Trakai                                 | Galvė                                  |
| 2011                                           | Amsterdam                              | Bosbaan                                |
| 2010                                           | Brest                                  | Roeikanaal Brest                       |
| 2009                                           | Račice                                 | Roeikanaal Račice                      |
| 2008                                           | Brandenburg an der Havel               | Roeibaan Beetzsee                      |
| 2007                                           | Motherwell                             | Strathclyde Country Park               |
| 2006                                           | Willebroek                             | Hazewinkel                             |
| 2005                                           | Amsterdam                              | Bosbaan                                |
| World Rowing U23 Regatta                       |                                        |                                        |
| 2004                                           | Poznań                                 | Maltameer                              |
| 2003                                           | Belgrado                               | Ada Ciganlija                          |
| 2002                                           | Genua                                  | Middellandse Zee-haven                 |
| 2001                                           | Ottensheim                             | Zijrivier Donau                        |
| Nations Cup (niet onder auspiciën van de FISA) |                                        |                                        |
| 2000                                           | Kopenhagen                             | Bagsværd Sø                            |
| 1999                                           | Hamburg                                | Wassersportzentrum Hamburg-Allermöhe   |
| 1998                                           | Ioannina                               | Meer van Ioannina                      |
| 1997                                           | Milaan                                 | Idroscalo                              |
| 1996                                           | Willebroek                             | Hazewinkel                             |
| 1995                                           | Groningen                              | KPN Watersportbaan                     |
| 1994                                           | Parijs                                 | Lac de Vaires-sur-Marne                |
| 1993                                           | Ioannina                               | Meer van Ioannina                      |
| 1992                                           | Motherwell                             | Strathclyde Country Park               |
| Match des Séniors                              |                                        |                                        |
| 1991                                           | Naro                                   | Lago San Giovanni                      |
| 1990                                           | Ottensheim                             | Zijrivier Donau                        |
| 1989                                           | Amsterdam                              | Bosbaan                                |
| 1988                                           | Willebroek                             | Hazewinkel                             |
| 1987                                           | Allèves                                | Lac d’Aiguebelette                     |
| 1986                                           | Hamburg                                | Wassersportzentrum Hamburg-Allermöhe   |
| 1985                                           | Banyoles                               | Estany de Banyoles                     |
| 1984                                           | Kopenhagen                             | Bagsværd Sø                            |
| 1983                                           | Candia Canavese                        | Meer van Candia                        |
| 1982                                           | Wenen                                  | Nieuwe Donau                           |
| 1981                                           | Essen                                  | Baldeneymeer                           |
| 1980                                           | Terni                                  | Lago di Piediluco                      |
| 1979                                           | Örkelljunga                            | Hjälmsjön                              |
| 1978                                           | Willebroek                             | Hazewinkel                             |
| 1977                                           | Tours                                  | Cher                                   |
| 1976                                           | Mâcon                                  | Saône                                  |